# Герб Павлодара
Герб Павлодара (каз. Павлодар қаласының елтаңбасы) — один из официальных символов города Павлодар, Казахстан. В 2015 году конкурс на новый герб города выиграли дизайнер и учитель средней школы.

## Описание
Герб выполнен в голубом и золотом цвете, в центре надпись «Павлодар», над которой изображён силуэт заводов. В основании герба находится элемент шестеренки, символизирующий промышленность региона и символичные волны Иртыша.

## История
Герб 1969 года

Герб Павлодара с 1969 по 2015 год

Герб представляет собой красный французский щит, в нижней части которого лазоревая волнообразная лента (внизу ровная и поверху волнообразная). Над лентой в центре стилизованое изображение крыльев на фоне шестерёнки.
Герб был утвержден решением № 11/110а исполкома Павлодарского городского Совета депутатов трудящихся.
Герб 2015 года
Конкурс на новый герб был объявлен акиматом города в июне 2015 года. Победителями стали дизайнер Ольга Полстянкина и учитель технологии средней школы Кунанбай Абельдинов.
В конкурсе участвовали горожане и жители области, которые представили 130 вариантов гербов.
Герб утвержден депутатами городского маслихата 22 октября 2015 года.